# Acorde diminuto
Acorde Diminuto é o acorde musical formado de um intervalo de 3a menor, 5a diminuta e 7a diminuta (que equivale à sexta). Isto é, a distância entre a fundamental e a terça é de 1 tom e meio, de 3 tons entre a fundamental e a quinta e de 4 tons e meio entre a fundamental e a sétima. Outra particularidade que pode ser estabelecida para auxiliar na produção do acorde é o fato de haver sempre 1 tom e meio entre as notas formadoras. Isto é, da fundamental para a terça, da terça para a quinta, da quinta para a sétima diminuta e desta para a tônica novamente, a distância é de 1 tom e meio.
Na notação de cifra, o acorde diminuto é escrito com o símbolo do acorde seguido de um pequeno círculo (°) acima e à direita ou seguido de dim. 
Grafia exemplo: Dó diminuto
Cm(b5,bb7), Cm6(b5), Cdim ou C°

O bemol duplo no 'sete', caracteriza a nota como 'sétima dobrado bemol', que equivale à sexta.
Os acordes diminutos são muito semelhantes aos  acordes meio diminutos e como tal, podem ser considerados uma variação do sétimo grau do campo harmônico maior. Os acordes diminutos podem ser usados como acordes de passagem (por exemplo, C♯° pode ser colocado entre um C e um Dm adjacentes numa melodia) ou como um substituto para um acorde dominante (A♯° pode ser utilizado para substituir A7), entre outros usos.
Uma característica dos acordes diminutos é o fato de que as mesmas notas se repetem quando eles são deslocados 1 tom e meio. Deslocando-se o acorde de dó sustenido diminuto (C♯°, formado pelas notas Dó♯, Mi, Sol e Lá♯) um tom e meio, obtemos um acorde de mi diminuto (E°, formado por Mi, Sol, Lá♯ e Dó♯). Podemos perceber que estes dois acordes são idênticos, pois são formados pelas mesmas notas, apenas numa ordem diferente (um típico caso de enarmonia). Consequentemente, cada acorde diminuto equivale a três outros:
C° = Eb° (D♯°) = Gb° (F♯°) = A°;
C♯° (Db°) = E° = G° = A♯° (Bb°);
D° = F° = Ab° (G♯°) = B°
Em uma melodia que contenha, por exemplo, o acorde dominante A7, é possível substituí-lo pelo acorde diminuto A♯° ou qualquer um de seus três equivalentes (C♯°, E° ou G°).
O acorde diminuto possui dois intervalos de trítono entre suas notas constituintes (entre a tônica e a quinta diminuta, e entre a terça e a sétima diminuta), o que o caracteriza como um acorde de função dominante.